# Эффект Бецольда

Демонстрация эффекта Бецольда. Красный кажется светлее в сочетании с белым и темнее в сочетании с чёрным.

Эффект Бецольда — оптическая иллюзия, названная в честь немецкого физика и метеоролога Вильгельма фон Бецольда (1837—1907), который обнаружил, что восприятие цвета может отличаться в зависимости от его отношения к смежным цветам.
Это происходит, когда небольшие участки цвета перемежаются. Эффект ассимиляции, называемый эффектом распределения фон Бецольда и аналогичен пространственному смешиванию цветов.
Противоположный эффект наблюдается, когда большие цветовые области располагаются рядом друг с другом, что приводит к цветовому контрасту.